# Seznam švedskih atletov
Seznam švedskih atletov.

## A
- Maria Akraka
- Kim Amb
- Isabellah Andersson

## B
- Angelica Bengtsson
- Kajsa Bergqvist

## D
- Armand Duplantis

## E
- John Eke
- Ljudmila Engquist
- Malin Ewerlöf-Krepp

## G
- Inga Gentzel
- Emma Green

## H
- Linda Haglund
- Axel Härstedt
- Moa Hjelmer

## J
- Joni Jaako
- Melker Svärd Jacobsson
- Erica Johansson
- Ebba Jungmark

## K
- Susanna Kallur
- Perseus Karlström
- Erika Kinsey
- Carolina Klüft

## L
- Sarah Lahti
- Anna Larsson
- Ann-Britt Leyman
- Lovisa Lindh
- John Ljunggren
- John Lundvik

## M
- Michaela Meijer

## N
- Sven Nylander

## O
- Christian Olsson

## R
- Birgit Rockmeier

## S
- Margareta Simu
- Patrik Sjöberg
- Ann-Louise Skoglund
- Sofie Skoog
- Daniel Ståhl
- Ruth Svedberg
- Madelein Svensson

## T
- Michel Tornéus

## W
- Karin Wallgren-Lundgren
- Lars-Erik Wolfbrandt